# 斎藤研一
斎藤 研一（さいとう けんいち、1861年7月27日（文久元年6月20日）- 没年不詳）は、日本の大阪府堺市長。香川県丸亀市長。

## 経歴
讃岐国多度郡善通寺村（現在の香川県善通寺市）出身。1881年（明治14年）、仲多度郡書記となる。1884年（明治17年）、大阪府に転任し、1900年（明治33年）に北河内郡長に就任した。
1910年（明治43年）、堺市長に就任し、税制の整理や教育機関の充実を行った。
1915年（大正4年）、丸亀市長に選出された。
1917年（大正6年）、堺市長に再選され、周辺町村の編入や堺市立商業学校の創設などの功績をあげた。